# Чуриловская
Чуриловская — деревня в Устьянском районе Архангельской области.

## География
Находится в южной части Архангельской области на расстоянии приблизительно 13 км на юг-юго-восток по прямой от административного центра района поселка Октябрьский.

## История
В 1859 году здесь (деревня Вельского уезда Вологодской губернии) было учтено 16 дворов. До 2022 года входила в Малодорское сельское поселение до его упразднения.

## Население
Численность населения: 104 человека (1859 год), 0 в 2002 году, 3 в 2010.